# Sean Burke
Sean Burke (* 29. Januar 1967 in Windsor, Ontario) ist ein ehemaliger kanadischer Eishockeytorwart und derzeitiger  -trainer sowie -funktionär. Zwischen 1988 und 2007 bestritt er über 800 Partien für insgesamt neun Teams in der National Hockey League (NHL), den Großteil davon für die New Jersey Devils, Hartford Whalers/Carolina Hurricanes und Phoenix Coyotes. Mit der kanadischen Nationalmannschaft gewann er unter anderem die Goldmedaille beim Canada Cup 1991 sowie bei den Weltmeisterschaften 1997 und 2003.

## Karriere
Sean Burke begann seine Karriere 1984 in der kanadischen Juniorenliga OHL bei den Toronto Marlboros. Im NHL Entry Draft 1985 wurde er von den New Jersey Devils in der zweiten Runde an 24. Stelle ausgewählt. Nach einer weiteren Saison in Toronto spielte er fast drei Jahre für das kanadische Nationalteam, mit dem er vierte Plätze bei der Eishockey-Weltmeisterschaft 1987 und bei den Olympischen Winterspielen 1988 belegte. Im selben Jahr absolvierte er seine ersten Spiele in der National Hockey League (NHL) für New Jersey und zu Beginn der Saison 1988/89 setzte er sich als Stammtorhüter durch. In der Saison 1990/91 wurde er von Chris Terreri als Nummer 1 verdrängt und die folgende Saison bestritt Burke wieder hauptsächlich mit dem kanadischen Nationalteam, das im Februar 1992 die Silbermedaille bei den Olympischen Winterspielen gewann.
Im Sommer 1992 wurde er von den New Jersey Devils zu den Hartford Whalers transferiert. In Hartford wurde er die unumstrittene Nummer 1 und wurde von 1994 bis 1997 zum wertvollsten Spieler der Whalers gewählt. Trotzdem konnte er mit ihnen nie die Playoffs erreichen. Im Sommer 1997 zogen die Hartford Whalers nach North Carolina und benannten sich Carolina Hurricanes um. Burke absolvierte die ersten Monate mit den Hurricanes, wurde dann im Januar 1998 zu den Vancouver Canucks transferiert. Doch nur zwei Monate später schickte man ihn in einem Transfergeschäft zu den Philadelphia Flyers. Sein Vertrag lief zum Saisonende aus und er musste sich ein neues Team suchen.
Im September 1998 unterschrieb er einen Zweijahresvertrag bei den Florida Panthers. Doch die volle Vertragslaufzeit blieb er nicht in Florida. Nach 14 Monaten wurde er im November 1999 zu den Phoenix Coyotes transferiert. Dort begann die vielleicht beste Zeit seiner Karriere. Drei Jahre lang war er Stammtorhüter der Coyotes und hatte immer eine positive Siegesbilanz. 2002 wurde er für den Lester B. Pearson Award für den besten Spieler und für die Vezina Trophy für den besten Torhüter der NHL nominiert. Doch damit endete seine große Zeit und er wurde von Brian Boucher als Nummer 1 verdrängt und wechselte im Februar 2004 zu den Philadelphia Flyers, wo mit Robert Esche einer seiner ehemaligen Back-up-Goalies im Tor stand.
Im Sommer 2005 unterschrieb er einen Zweijahresvertrag bei den Tampa Bay Lightning, wo er 2005/06 die Nummer 2 hinter John Grahame war. Grahame wurde nach der Saison zu den Carolina Hurricanes abgegeben und mit Marc Denis und Johan Holmqvist zwei jüngere Torhüter verpflichtet, die Burke aus dem NHL-Kader verdrängten. Die Saison 2006/07 absolvierte er zunächst bei den Springfield Falcons, dem AHL-Farmteam der Lightning, ehe ihn die Los Angeles Kings am 18. Januar 2007 von der Waiver-Liste auswählten, da sich zuvor ihre beiden Stammtorhüter Mathieu Garon und Dan Cloutier verletzt hatten. Nach der Saison erhielt er keinen neuen Vertrag und beendete im September 2007 seine aktive Karriere. Er hatte insgesamt 820 NHL-Partien bestritten, was zum Zeitpunkt seines Karriereendes nur von elf anderen Torhütern in der Ligahistorie übertroffen wurde.
Wenige Monate später kehrte er in die Organisation der Phoenix Coyotes zurück, wo er in der Rolle des Director of Player Development für die Ausbildung der Nachwuchstalente verantwortlich war. Wenig später fungierte er dort auch als Torwarttrainer sowie als Assistent des General Managers. Nach neun Jahren in Arizona wechselte er zur Saison 2016/17 zu den Canadiens de Montréal, wo er ebenfalls als Torwarttrainer sowie als Scout tätig war. Im Juni 2022 wurde er von den Vegas Golden Knights verpflichtet, die ihn abermals als Torwarttrainer sowie als Director of Hockey Operations anstellten.

## Erfolge und Auszeichnungen
| - 1989 Teilnahme am NHL All-Star Game - 2000 NHL-Spieler des Monats Oktober - 2001 Teilnahme am NHL All-Star Game | - 2002 Teilnahme am NHL All-Star Game - 2002 NHL-Spieler des Monats März |

### International
| - 1986 Silbermedaille bei der Junioren-Weltmeisterschaft - 1989 Silbermedaille bei der Weltmeisterschaft - 1991 Silbermedaille bei der Weltmeisterschaft - 1991 All-Star-Team der Weltmeisterschaft - 1991 Goldmedaille beim Canada Cup | - 1992 Silbermedaille bei den Olympischen Winterspielen - 1997 Goldmedaille bei der Weltmeisterschaft - 2003 Goldmedaille bei der Weltmeisterschaft - 2003 Bester Torhüter der Weltmeisterschaft - 2003 All-Star-Team der Weltmeisterschaft |

## NHL-Statistik
(Legende zur Torhüterstatistik: GP oder Sp = Spiele insgesamt; W oder S = Siege; L oder N = Niederlagen; T oder U oder OT = Unentschieden oder Overtime- bzw. Shootout-Niederlage; Min. = Minuten; SOG oder SaT = Schüsse aufs Tor; GA oder GT = Gegentore; SO = Shutouts; GAA oder GTS = Gegentorschnitt; Sv% oder SVS% = Fangquote; EN = Empty Net Goal; 1 Play-downs/Relegation; Kursiv: Statistik nicht vollständig)